# Gelasinospora santi-florii
Gelasinospora santi-florii är en svampart som beskrevs av Cailleux 1972. Gelasinospora santi-florii ingår i släktet Gelasinospora och familjen Sordariaceae.   Inga underarter finns listade i Catalogue of Life.